# Романовка (Криворожский район)
Романовка (укр. Романівка) — село,
Широковский сельский совет,
Криворожский район,
Днепропетровская область,
Украина.
Код КОАТУУ — 1221888206. Население по переписи 2001 года составляло 167 человек.

## Географическое положение
Село Романовка находится на расстоянии в 0,5 км от посёлка Пичугино и в 1,5 км от села Вольный Табор.
По селу протекает пересыхающий ручей с запрудой.
Рядом проходит железная дорога, станция Пичугино в 1-м км.